# Robert Parsons (Komponist)
Robert Parsons (* um 1535 vermutlich in Exeter, Devon; † 25. Januar 1572 in Newark-on-Trent) war ein englischer Komponist der Renaissance.

## Leben
Obwohl eine Reihe von Kompositionen Robert Parsons’ überliefert sind, ist nahezu nichts über sein Leben bekannt. 1560/61 taucht er erstmals in einem Rechnungsbuch der Londoner Chapel Royal auf, aber seine genaue damalige Funktion bei dieser Institution ist nicht genannt. Am 17. Oktober 1563 wurde er als Gentleman of the Chapel Royal aufgenommen – etwa gleichzeitig mit William Mundy, weswegen man vermutet, dass Parsons in etwa gleichaltrig wie Mundy gewesen sein könnte. 1567 wurde ihm auf 21 Jahre ein Krongut über drei Rektorien in der Nähe von Lincoln gewährt. 1571, im Jahr seiner Eheschließung mit seiner Frau Helen, ist er durch eine Steuerliste als Bewohner von Greenwich nachgewiesen.
Parsons befand sich im Januar 1572 offenbar auf einer Reise, um neue Chorknaben für die Chapel Royal zu rekrutieren, als er bei Newark-on-Trent im River Trent ertrank, der Hochwasser führte. Sein direkter Nachfolger als Gentleman of the Chapel Royal wurde William Byrd.
Parsons leistete bedeutende Beiträge zur anglikanischen Kirchenmusik der elisabethanischen Zeit, doch gelten seine Kompositionen auf lateinische Texte als noch eindrucksvoller. Seine weltlichen Kompositionen stehen in Zusammenhang mit Theateraufführungen der Knaben der Chapel Royal.
Ein John Parsons († 1623), der als Komponist und Chorleiter an der Westminster Abbey wirkte, war möglicherweise sein Sohn. Nach seinem Tod wurde Orlando Gibbons sein Nachfolger.

## Werke

### Vokalmusik
Lateinische Kirchenmusik
- Anima Christi
- Ave Maria
- Credo quod redemptor
- Domine quis habitabit
- In manus tuas
- Libera me
- Magnificat
- Magnus est Domino
- O bone Jesu
- O quam glorifica
- Peccantem me
- Retribue servo
- Solemnis urgebat
- Veni Domine

Englische Kirchenmusik
- Anthem Deliver me from mine enemies und First Service (in: John Barnard: The First Book of Selected Church Musick, London 1641).
- Ah helpless wretch
- Blow up the trumpet
- Ever blessed Lord
- Have mercy on us Lord
- Holy Lord God almighty
- How many hired servants
- Lord comfort those
- Preserve us Lord
- ferner 2 Services und ein Burial Service

Madrigale und Lieder
- A woeful heart
- Enforced love
- When I look down
- What bred the woeful fall
- Maister Parsons Hexachord (1569)

### Bühnenwerke
- Pandolpho
- Abradad (auch Richard Farrant zugeschr.)

### Instrumentalmusik
- 6 In nomine 4–7v.
- 2 Song (der eine ist unter folgenden Titeln überliefert: Trumpets, Lustie Gallant, Cante cantate [sic], Mr. Parson His Songe)
- Ut re my
- De la court (2tl.)
- Galliarde